# Mott-Medaille
Die Mott-Medaille (englisch Nevill Mott Medal and Prize) des Institute of Physics ist ein Preis für herausragende Forschungsleistungen in Festkörperphysik (Condensed Matter Physics) und Materialwissenschaften. Er ist mit 1000 Pfund dotiert und mit einer Silbermedaille verbunden. Er wurde 1997 gestiftet und ist nach Nevill Mott benannt.

## Preisträger
- 2000 Michael Pepper
- 2001 Manuel Cardona
- 2002 Maurice Skolnick
- 2003 Philip Woodruff
- 2004 Ted Forgan
- 2005 Athene Donald, für die Entwicklung neuer Methoden zur Untersuchung weicher Materie (Polymere, Biologische Materialien, Kolloide)
- 2006 Peter Weightman, für die Erforschung der elektronischen Struktur von Materialien mit einer Reihe von experimentellen Verfahren inklusive Synchrotronquellen und die Entwicklung von Auger Spektroskopie und Reflection Anisotropy Spectroscopy.
- 2007 Andre Geim, für die Entdeckung neuer Materialien wie Graphen
- 2008 Gabriel Aeppli, für Pionierarbeit bei der Untersuchung neuer magnetischer Materialien mit Neutronenstreuung
- 2009 Gillian Gehring, für fundamentale Beiträge zum Magnetismus
- 2011 Andrew Peter Mackenzie, für wichtige Beiträge zur Supraleitung und Quantenkritikalität
- 2013 Andrew Shields
- 2015 John Saunders, für grundlegende Beiträge zur Physik ultratiefer Temperaturen
- 2017 Michael Finnis
- 2018 Laura Herz
- 2019 Stephen Hayden
- 2020 Laurence Eaves
- 2021 Richard Warburton
- 2022 Colin John Lambert
- 2023 Ji-Seon Kim